# Rue Saint-Maur
Pour les articles homonymes, voir Rue Saint-Maur (homonymie) et Saint-Maur.
La rue Saint-Maur est une voie des 10e et 11e arrondissements de Paris, en France.

## Situation et accès
La rue Saint-Maur est une voie publique du sud-est du 10e et de l'est du 11e arrondissements de Paris. Avec 1 935 m de long, il s'agit de la 33e plus longue voie parisienne (sans compter le boulevard périphérique ni la voie Georges-Pompidou) ; les premiers 400 m au nord sont situés dans le 10e arrondissement, les 1 550 m restant dans le 11e. Dans cet arrondissement, seuls l'avenue de la République, la rue de Charonne et le boulevard Voltaire sont plus longs.
La rue Saint-Maur est globalement orientée sud-sud-est/nord-nord-ouest. La rue débute au sud entre les 131 bis et 133, rue de la Roquette. Elle se termine au nord entre les 22 et 24, avenue Claude-Vellefaux, au débouché de la rue Jean-et-Marie-Moinon.
Comme il est d'usage à Paris, les numéros des immeubles débutent à l'extrémité sud (le côté le plus proche de la Seine) et augmentent en se dirigeant vers le nord. Les numéros impairs sont alors à gauche, les numéros pairs à droite.
Outre à ses extrémités, la rue Saint-Maur est traversée ou au débouché des voies suivantes, du sud au nord :
11e arrondissement
- nos 11 bis-13 : rue Pache et rue Camille-Desmoulins ;
- nos 23-25 et 20-22 : rue du Morvan (à gauche) et rue Duranti (à droite) ;
- nos 31-33 et 32-34 : rue du Chemin-Vert ;
- nos 41-43 : rue Rochebrune ;
- nos 51-53 : passage Guilhem ;
- nos 46 bis-48 : passage Dudouy ;
- nos 48 bis-52 : cité Dupont ;
- nos 61-63 : rue Lacharrière ;
- nos 67-69 et 58-60 : rue Saint-Ambroise (à gauche) et rue Guillaume-Bertrand (à droite) ;
- nos 66-70 : rue Saint-Hubert ;
- nos 81-81 bis : passage Saint-Maur ;

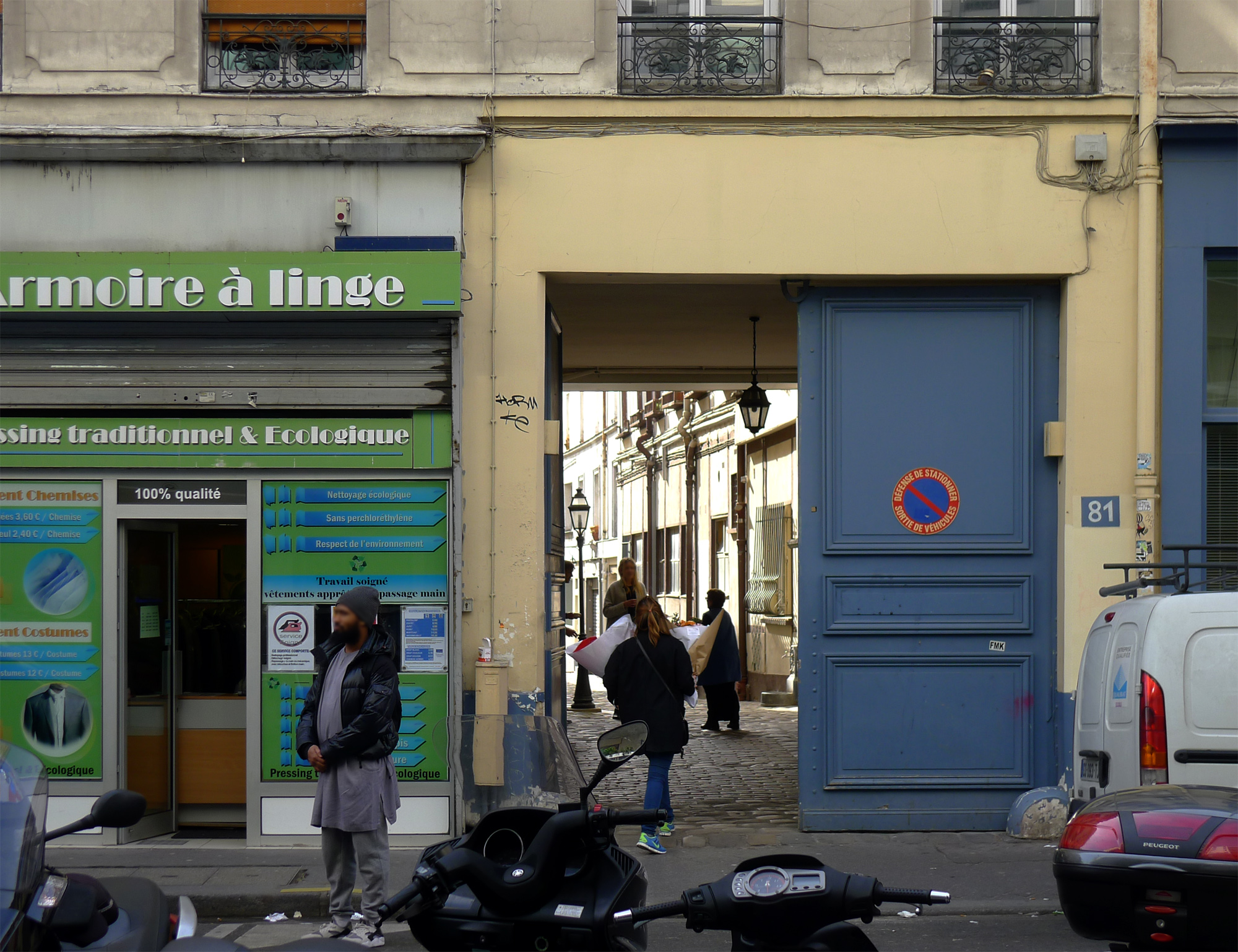
Entrée du passage Saint-Maur.
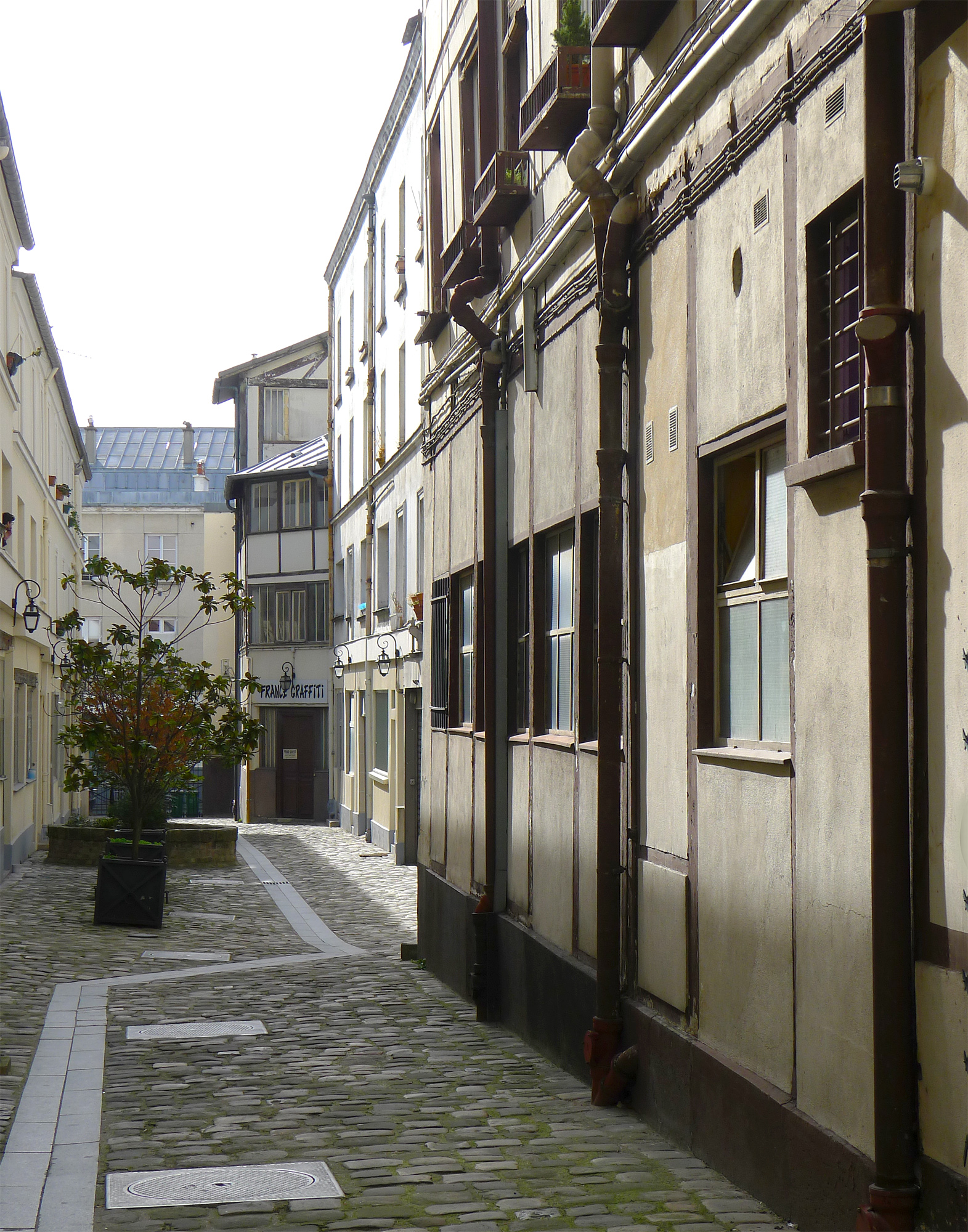
Passage Saint-Maur.

- nos 91-95 et 82-86 : avenue de la République ;
- nos 90-92 : cité de l'Industrie ;

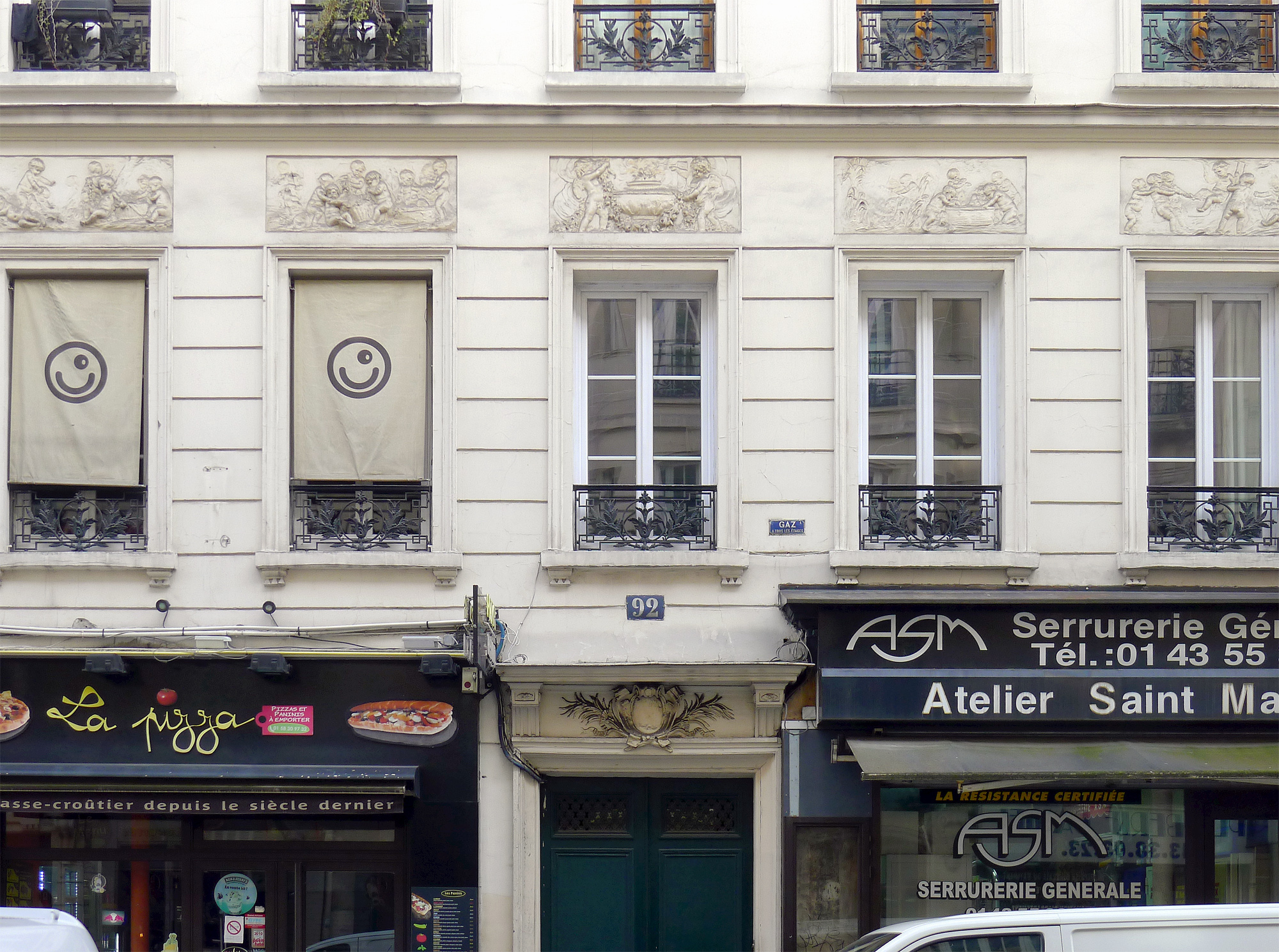
Façade du no 92.

- nos 107-109 et 96-98 : rue Oberkampf ;
- no 119 : passage de la Fonderie ;
- nos 131-133 et 118-20 : rue Jean-Pierre-Timbaud ;
- nos 120-122 : rue des Trois-Couronnes ;
- nos 139-141 : rue des Trois-Bornes ;
- nos 153-155 et 136-140 : rue de la Fontaine-au-Roi ;
- no 161 : rue Deguerry ;
- no 163 : rue Darboy ;
- nos 158-160 : rue de l'Orillon ;
- nos 175-177 et 176-178 : rue du Faubourg-du-Temple ;

10e arrondissement
- nos 187-189 : rue Tesson ;
- nos 195-197 et 192-196 : rue Jacques-Louvel-Tessier (à gauche) et rue du Buisson-Saint-Louis (à droite) ;
- nos 203-205 : rue Arthur-Groussier ;
- nos 202-204 : passage Hébrard ;
- nos 214-216 : rue Sainte-Marthe.

Au sud, par delà la rue de la Roquette, la rue Saint-Maur est continuée par la rue Léon-Frot. Au nord, de l'autre côté de l'avenue Claude-Vellefaux, elle l'est par la rue Juliette-Dodu.

### Transports en commun

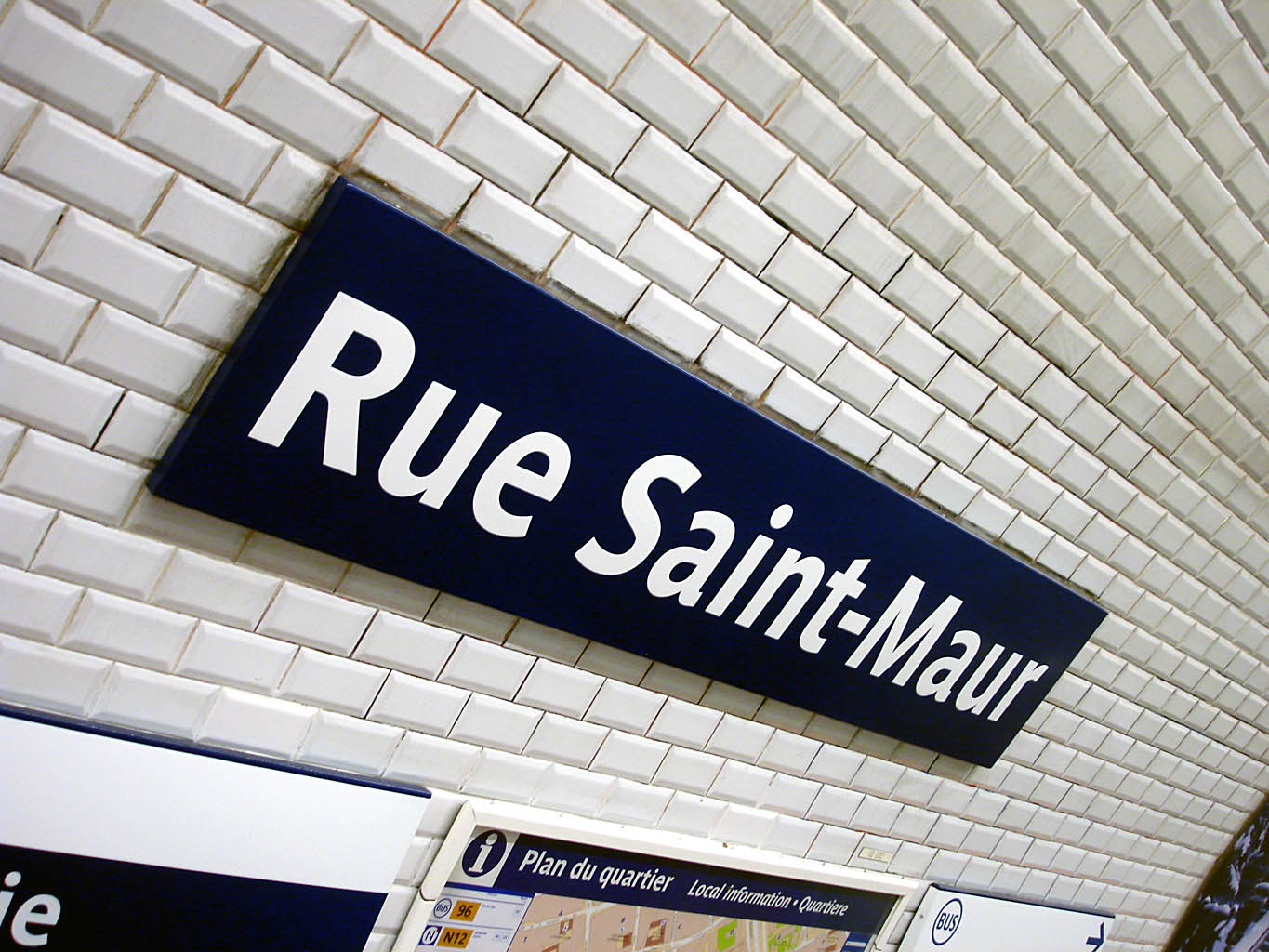
La station Rue Saint-Maur, sur la ligne 3.

Du fait de sa longueur, la rue Saint-Maur est accessible par de nombreuses stations de métro. La station Rue Saint-Maur (ligne 3) est directement située sur son intersection avec l'avenue de la République. Le sud de la rue est à proximité des stations Voltaire et Saint-Ambroise (ligne 9). Vers le nord, la station Goncourt (ligne 11) est à 100 m à l'ouest de son intersection avec la rue du Faubourg-du-Temple. À l'est, les stations les plus proches sont celles de la ligne 2 sur les boulevards de Ménilmontant et de la Villette (Père Lachaise, Ménilmontant, Couronnes, Belleville et Colonel Fabien).

## Origine du nom
La rue correspond à un ancien chemin qui conduisait de l'abbaye de Saint-Maur à l'abbaye de Saint-Denis.

## Historique
Pour Anne Lombard-Jourdan, la rue fait partie d’une voie primitive qui traversait la Gaule du Rhône à la Manche. Dans Paris, on peut suivre son tracé dans les rues actuelles de Picpus, des  Boulets, Léon-Frot, Saint-Maur et Philippe-de-Girard. Cette route, venant de Sens, évitait le franchissement de la Seine et contournait le Marais .
Du fait de sa longueur, plusieurs tronçons ont porté des noms divers : entre autres « chemin de Saint-Denis » ou « chemin de Saint-Maur », « rue du Bas-Popincourt » où « rue du Bas-Pincourt », entre les rues du Chemin-Vert et de Ménilmontant (actuelle rue Oberkampf), « rue Blanche » entre les rue de Ménilmontant (actuelle rue Oberkampf) et des Trois-Bornes. Elle s'est ensuite appelée au XIXe siècle « rue Saint-Maur-Popincourt » et « rue Saint-Sabin ».
La partie située du côté des numéros impairs entre la rue du Chemin-Vert et la rue Saint-Ambroise marquait la limite des abattoirs de Ménilmontant. La rue a été le théâtre d'affrontements pendant les journées insurrectionnelles de juin 1848, sa dernière barricade a été écrasée par la troupe, le 26 juin 1848.
En 1910, un arrêté détache l'extrémité nord afin de créer la rue Juliette-Dodu.
Le 23 mars 1918, durant la Première Guerre mondiale, un obus lancé par la Grosse Bertha explose au no 90 rue Saint-Maur. Un autre obus tombe au no 108 le 25 avril 1918.

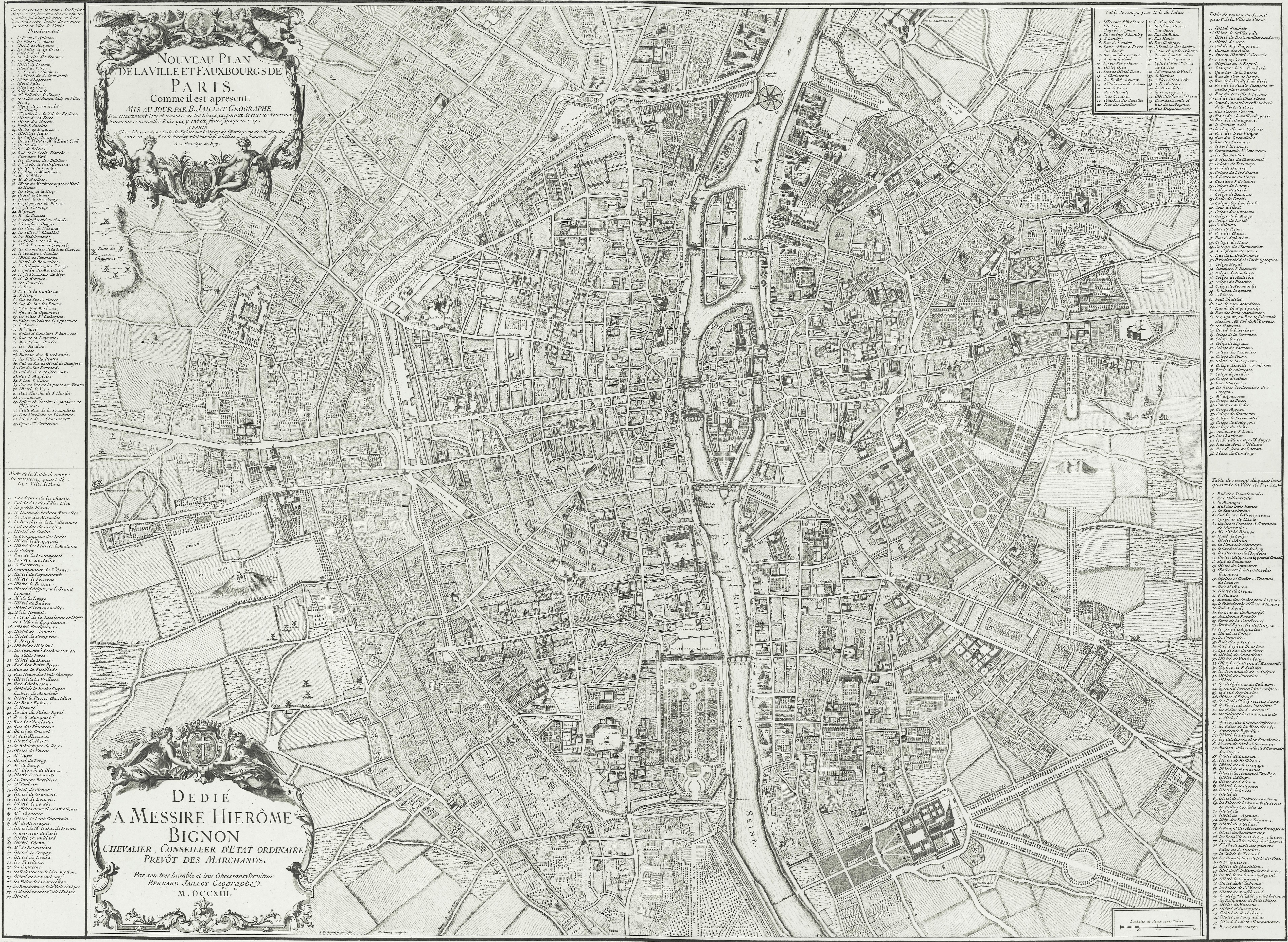
Plan de Jaillot (1713). L'actuelle rue Saint-Maur y correspond à une série de chemins dans le coin haut gauche de la carte (le nord étant orienté vers la gauche) : rue Saint-Maur (s'étendant bien au-delà de l'hôpital Saint-Louis), rue du Chemin-Saint-Denis, rue du Bas-Pincour. La voie est limitée au sud par le couvent de la Roquette.
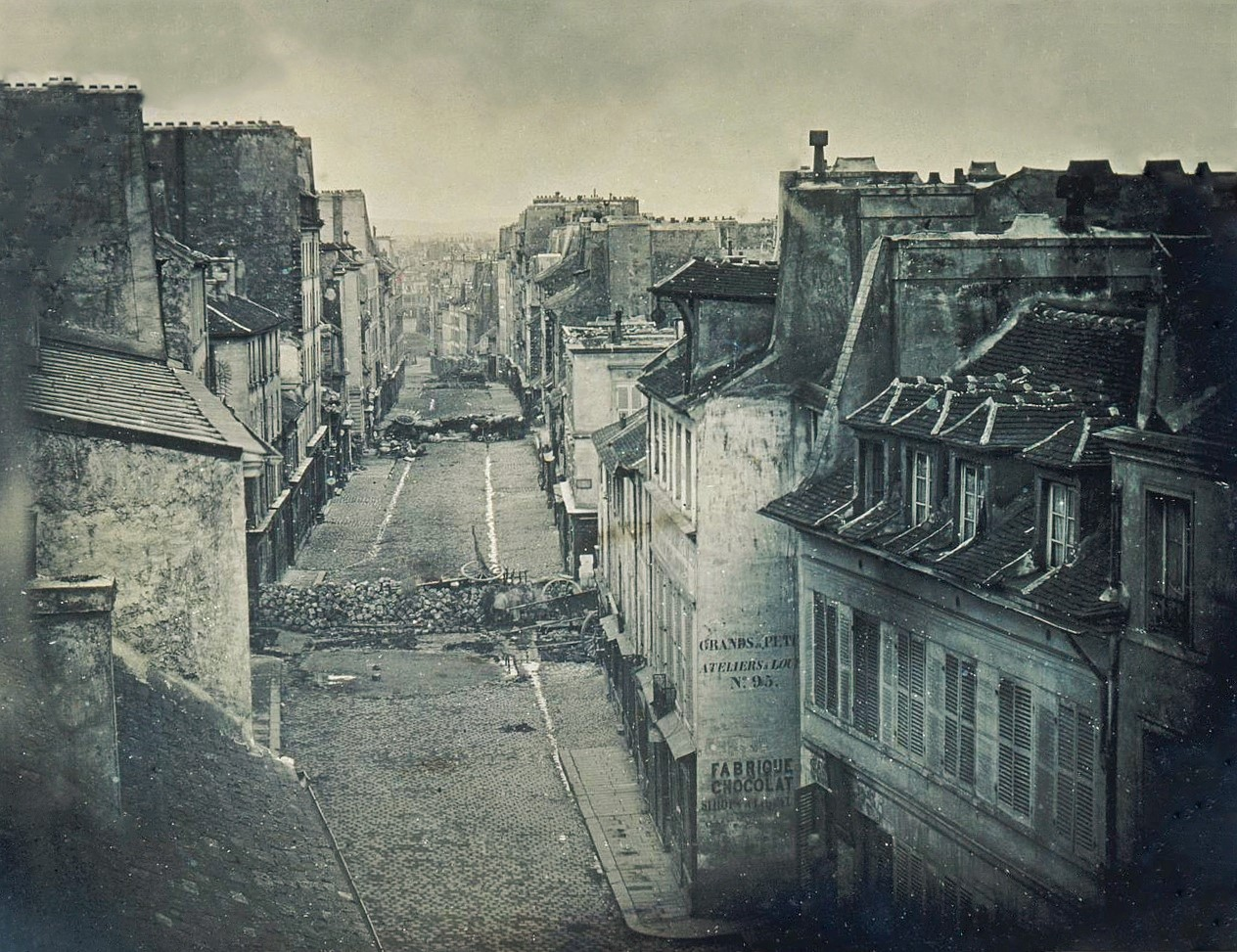
Barricades de la rue Saint-Maur durant les journées de Juin, la veille de l'attaque des troupes du général de Lamoricière. Daguerréotype de 1848.

## Bâtiments remarquables et lieux de mémoire
- L'église Saint-Joseph-des-Nations est située à la moitié de la rue, entre les rues Deguerry et Darboy. Sa façade donne sur la rue Saint-Maur.
- L'hôpital Saint-Louis est situé au débouché de la rue Saint-Maur, de l'autre côté de l'avenue Claude-Vellefaux.
- No 12 : emplacement de l'ancienne fonderie Lehmann frères, dont la façade est ornée de quatre bas-reliefs de putti en bronze (1883)[4].
- No 19 : provincialat et maison de formation des prêtres du Sacré-Cœur de Saint-Quentin[5].
- No 25 : ancien siège de l'association La Morvandelle[6], association des Morvandiaux de Paris créée en 1924, dissoute en 2014[7].
- Nos 38-40 : Atelier des Lumières, lieu d'exposition aménagé en 2013 dans les locaux de l'ancienne fonderie du Chemin-Vert (1835-1935)[8].
- No 64 : collège privé sous contrat Charles-Péguy (6e-5e)[9].
- No 81 : rare passage, à Paris, à avoir conservé ses pavés en bois[10].
- No 110 : l'écrivain et photographe Miguel 'Sÿd' Ruiz (17 mars 1962-) y a vécu de 1991 à 1993.
- Nos 111-113 : emplacement des Établissements André Debrie, constructeur de matériel cinématographique professionnel.
- No 121 : Jean-Marcel Poyer membre de la bande à Bonnot y habite en mars 1911[11].
- No 158 : Louis Malécot y habite en 1894.

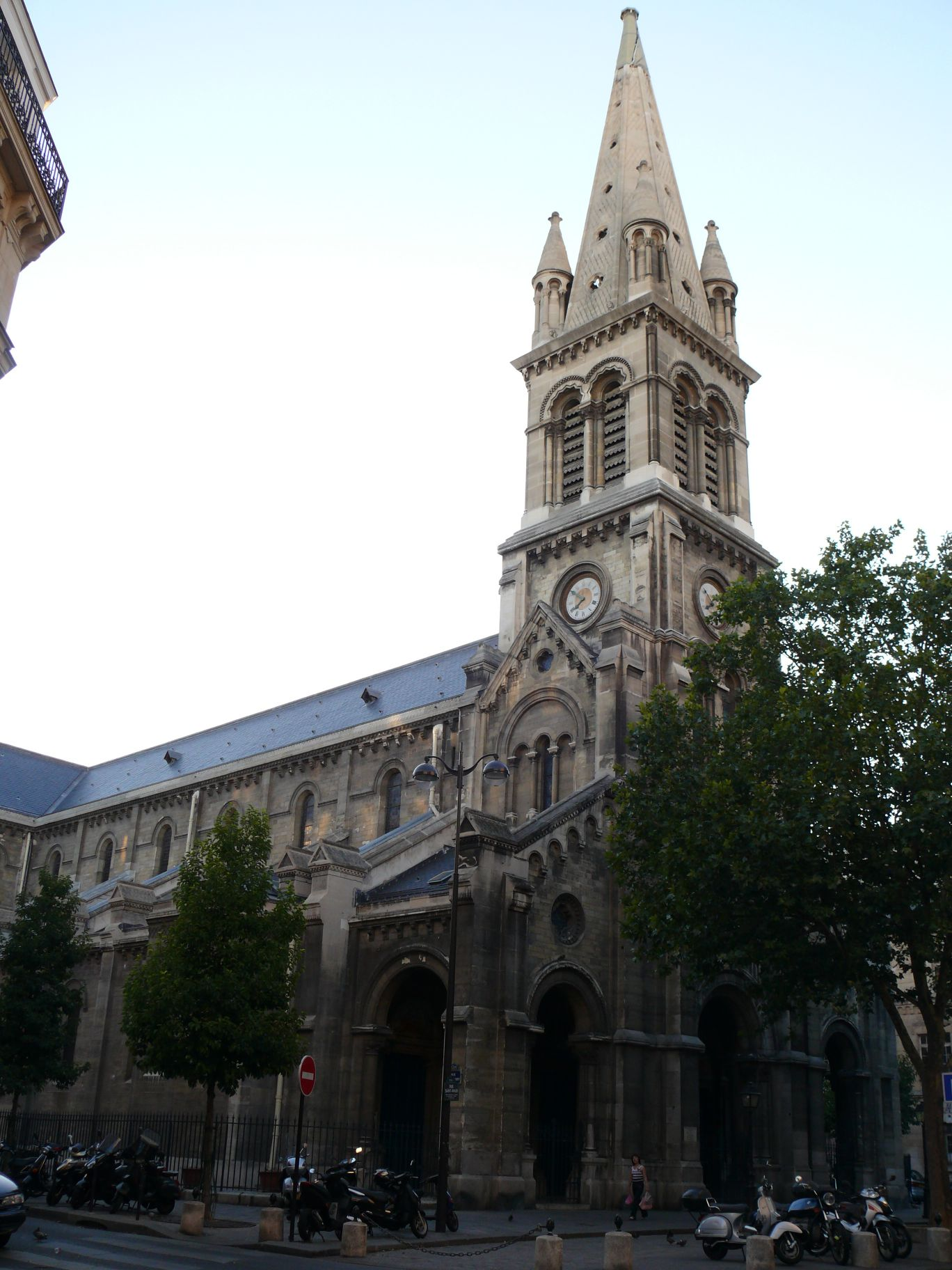
L'église Saint-Joseph-des-Nations.
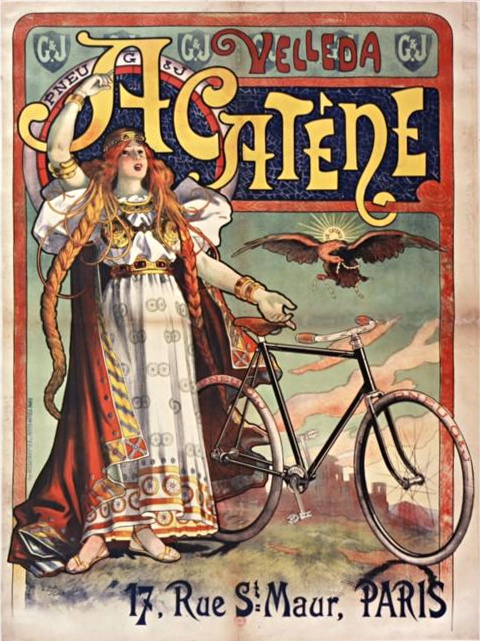
Pneu G&J Velleda Alcatène, 17 rue Saint-Maur, Paris. Affiche de Lucien Baylac.
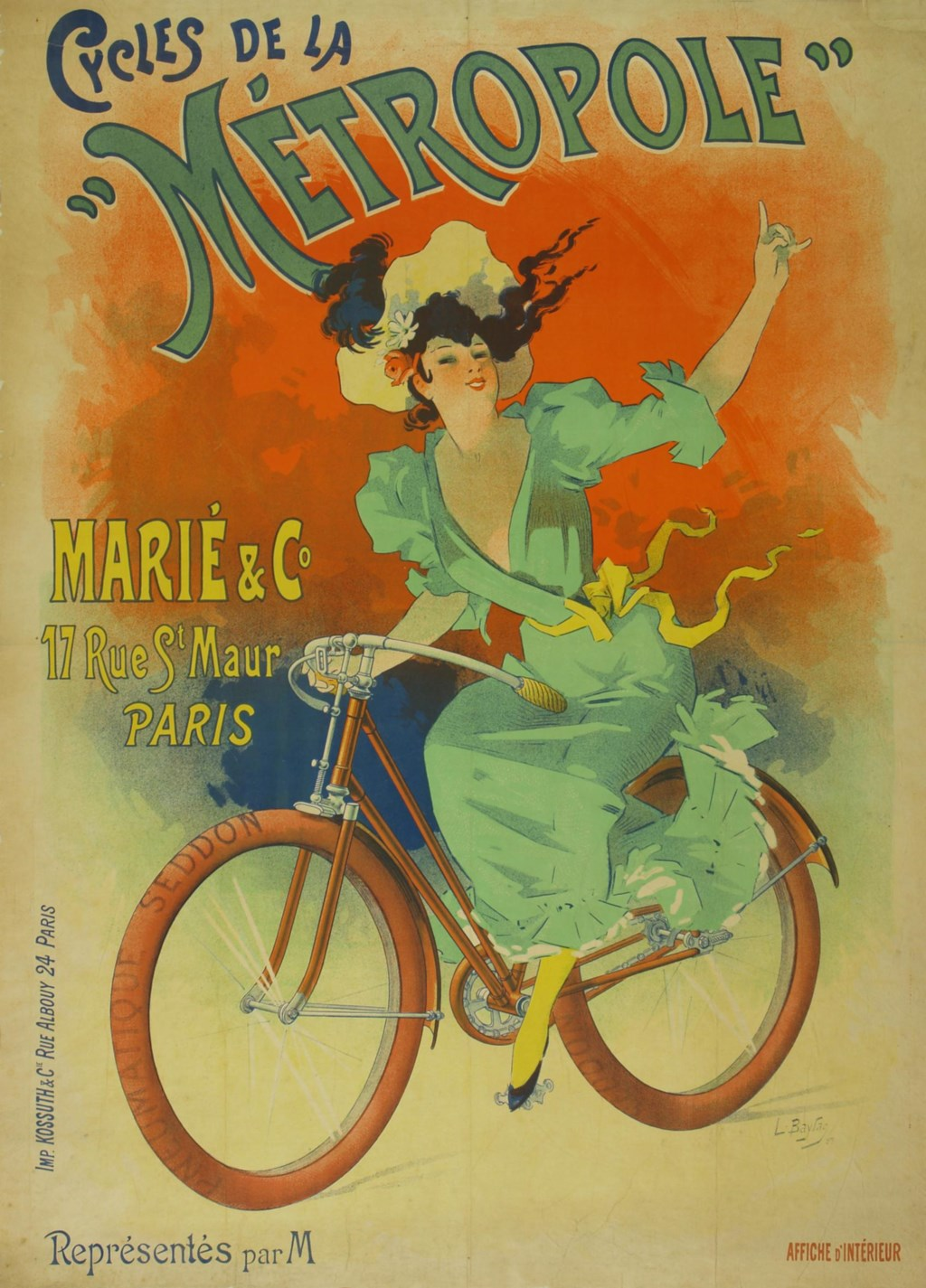
Cycles de la Métropole, 17 rue Saint-Maur, Paris (1897). Affiche de Lucien Baylac.
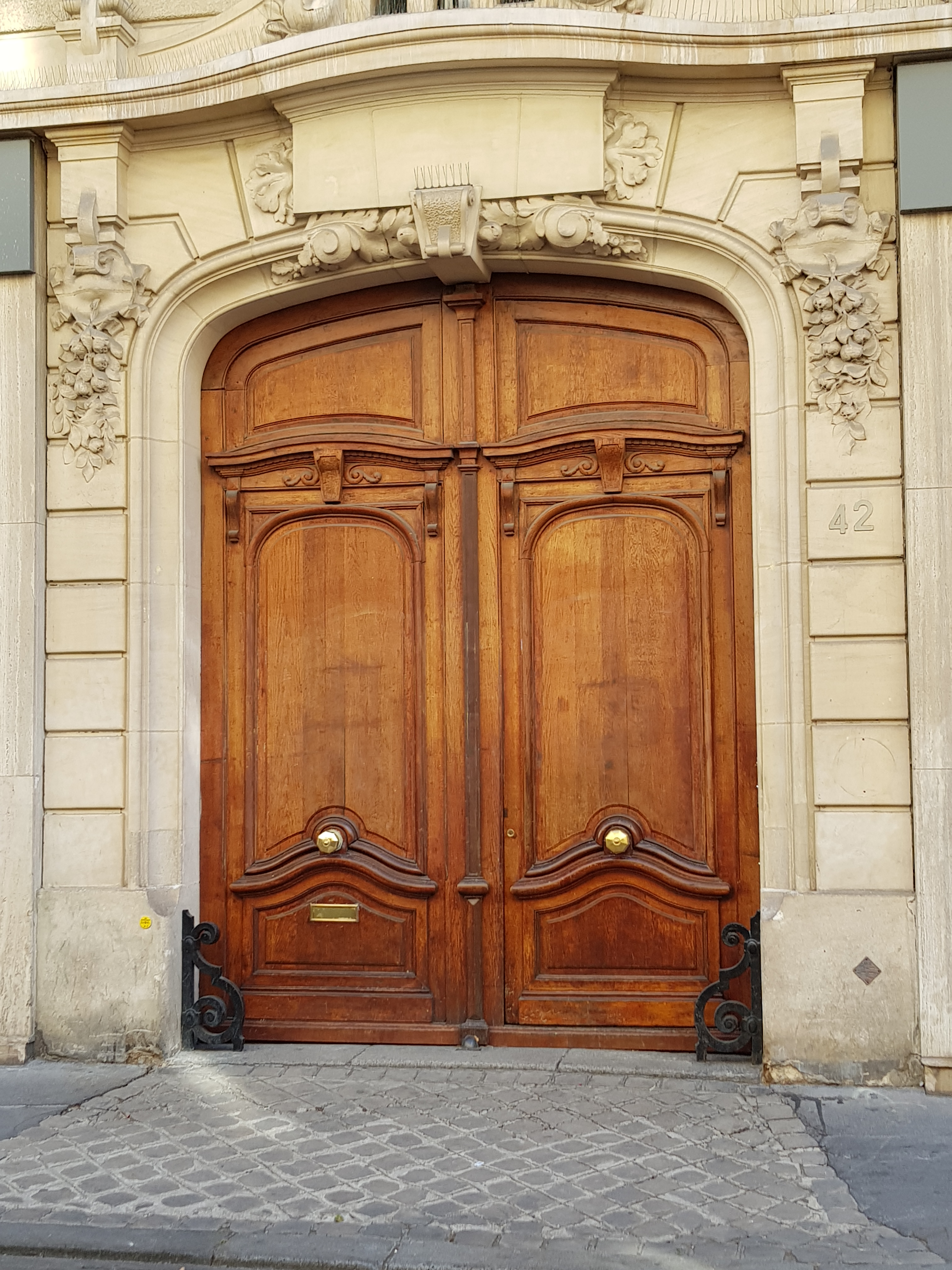
Entrée du no 42.
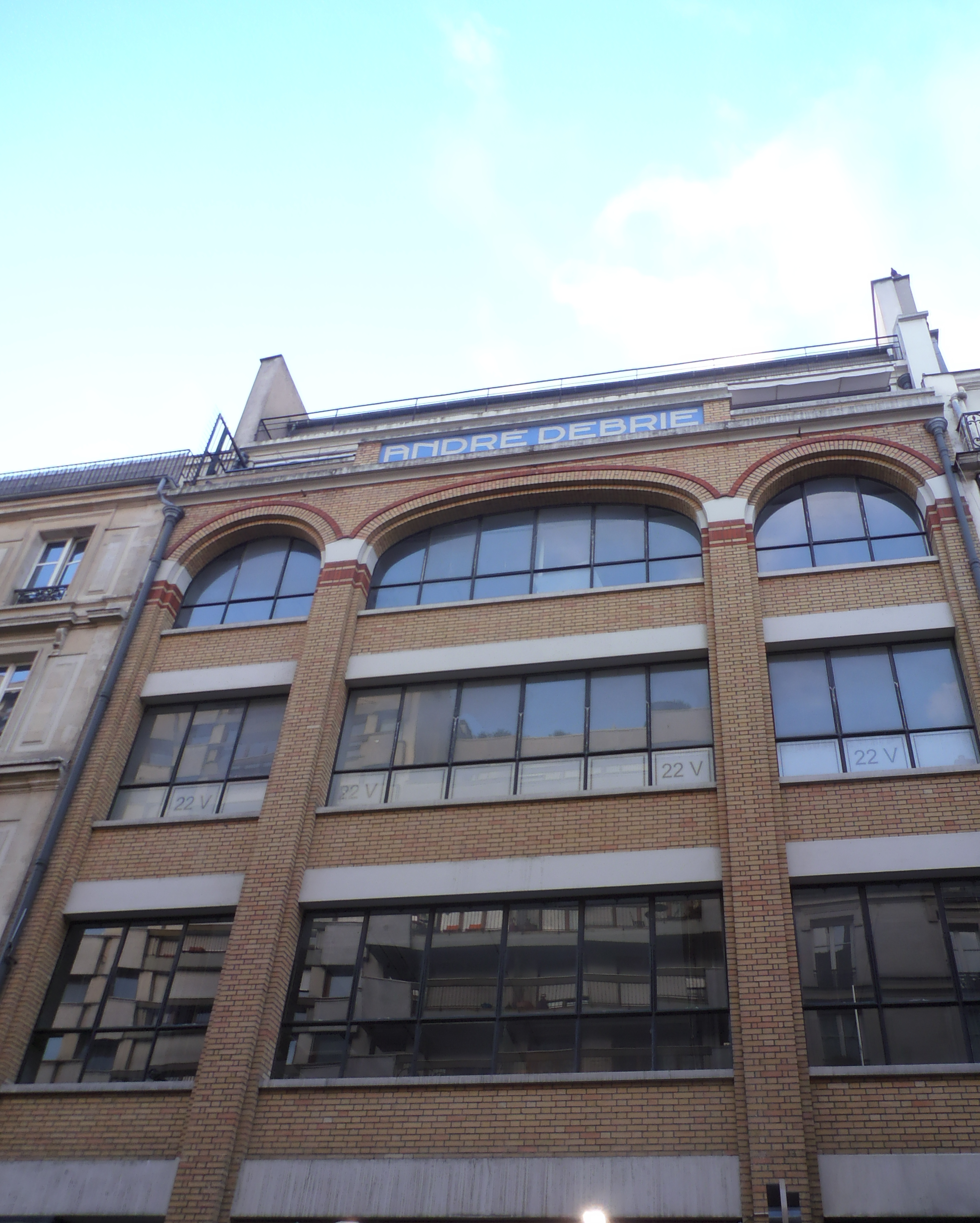
Nos 113, bâtiment des Établissements André Debrie en 2012.

- No 209 : immeuble d'où furent déportées des familles juives au camp d'extermination d'Auschwitz[12]. Ruth Zylberman a réalisé un documentaire à ce sujet : Les enfants du 209 rue Saint-Maur, Paris Xe (2018). Claude Payet, communard et ouvrier-bijoutier y habita[13].

209, rue Saint-Maur
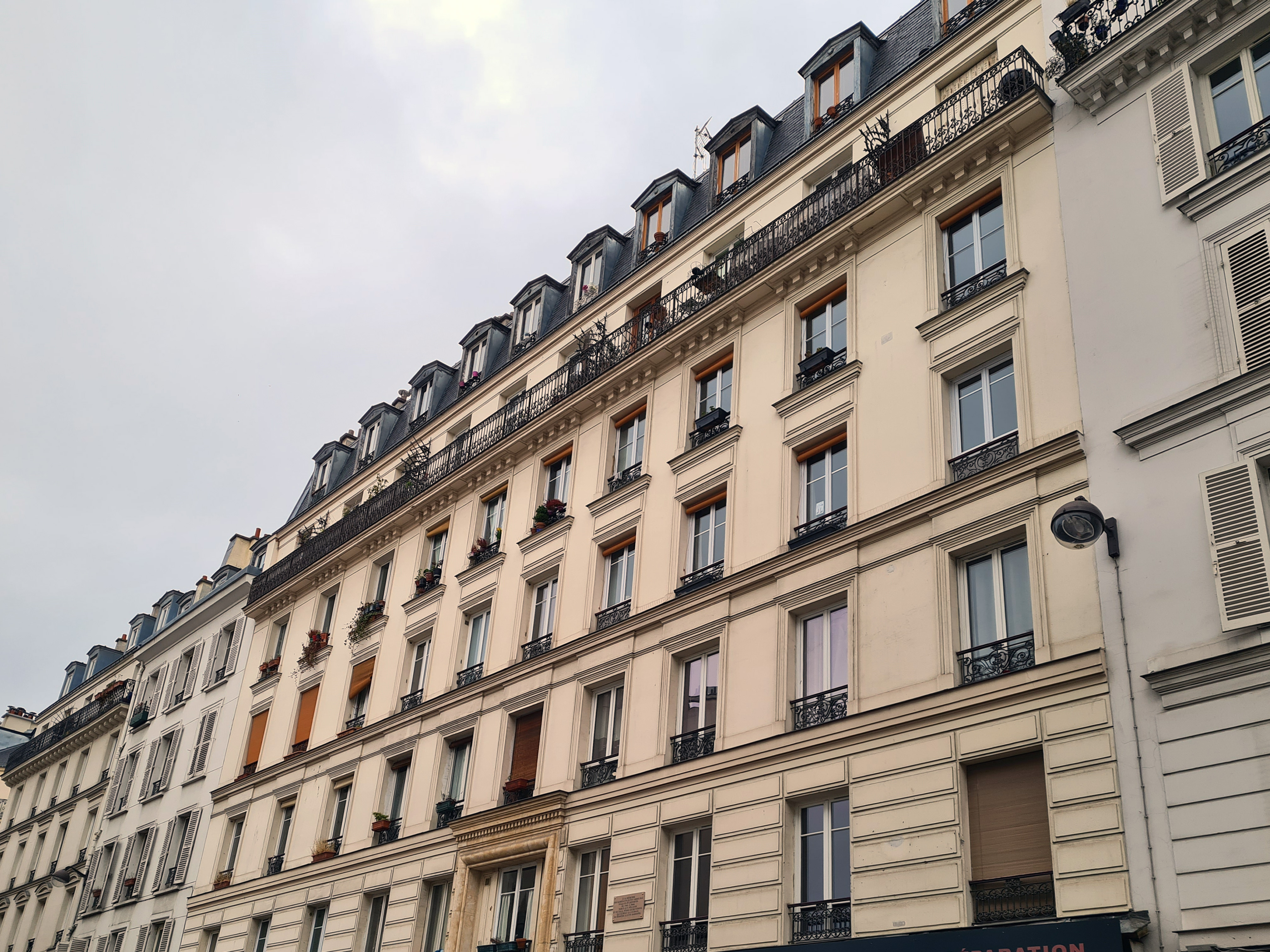
Façade.
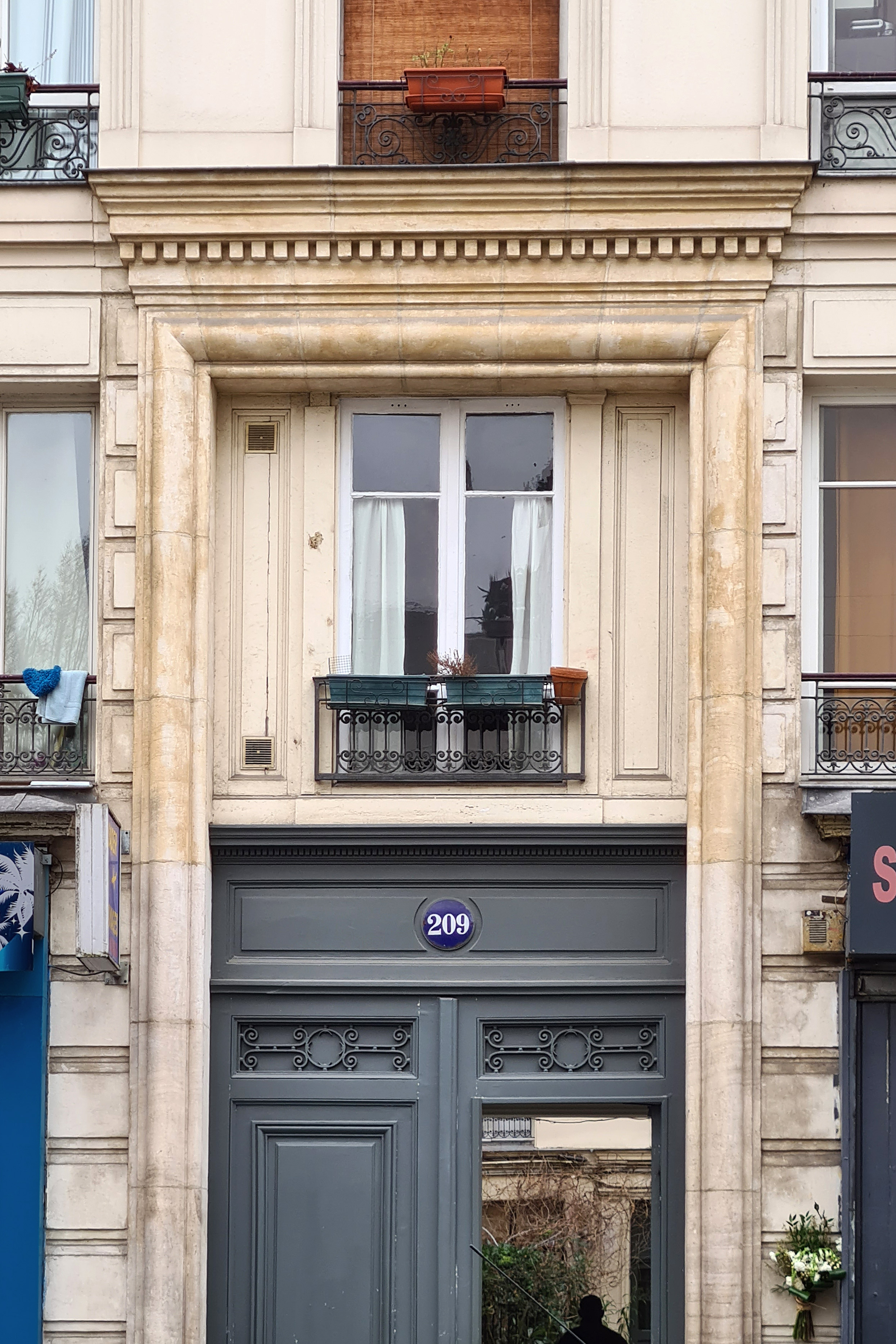
Portail.
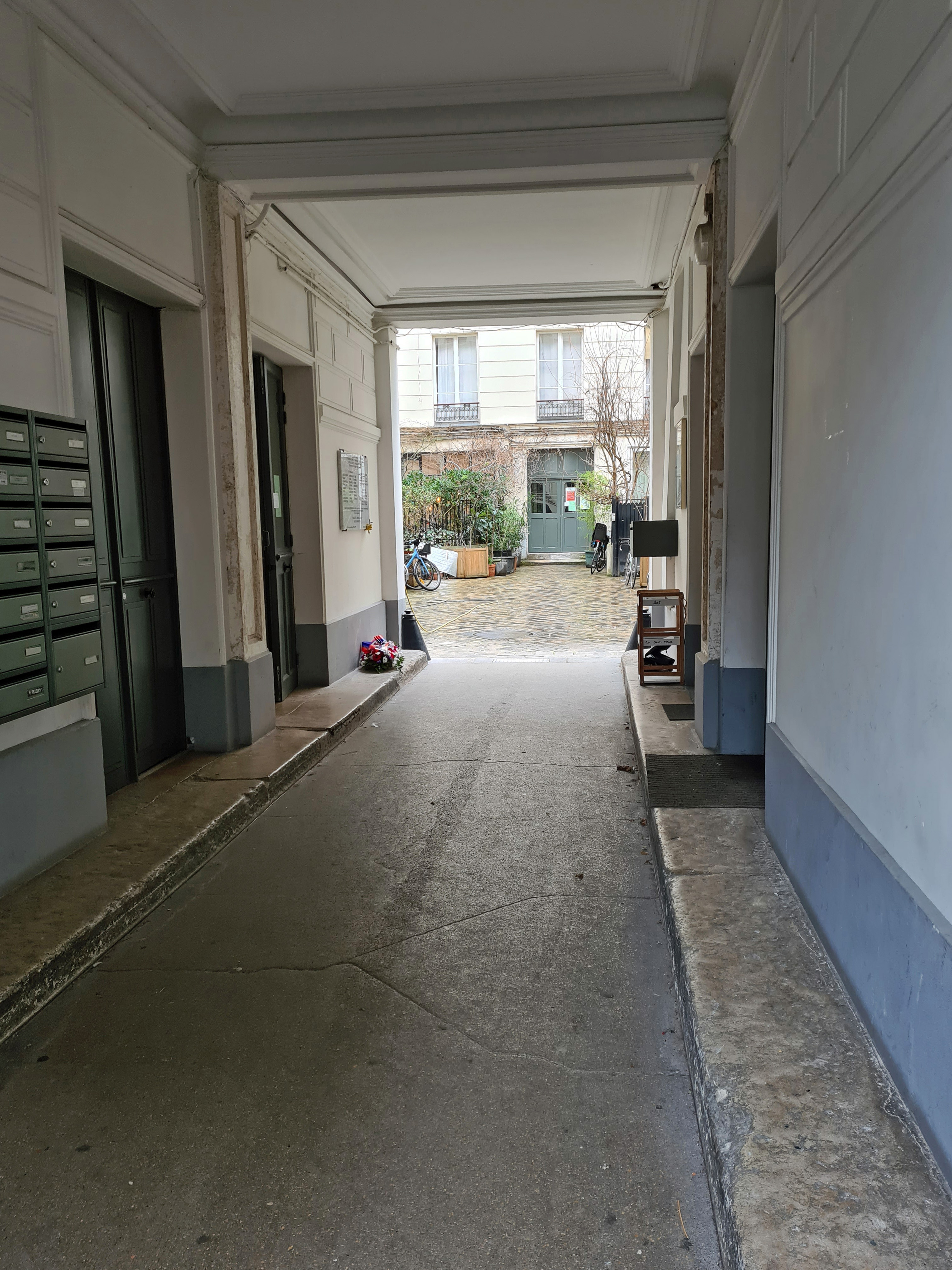
Entrée de la cour.
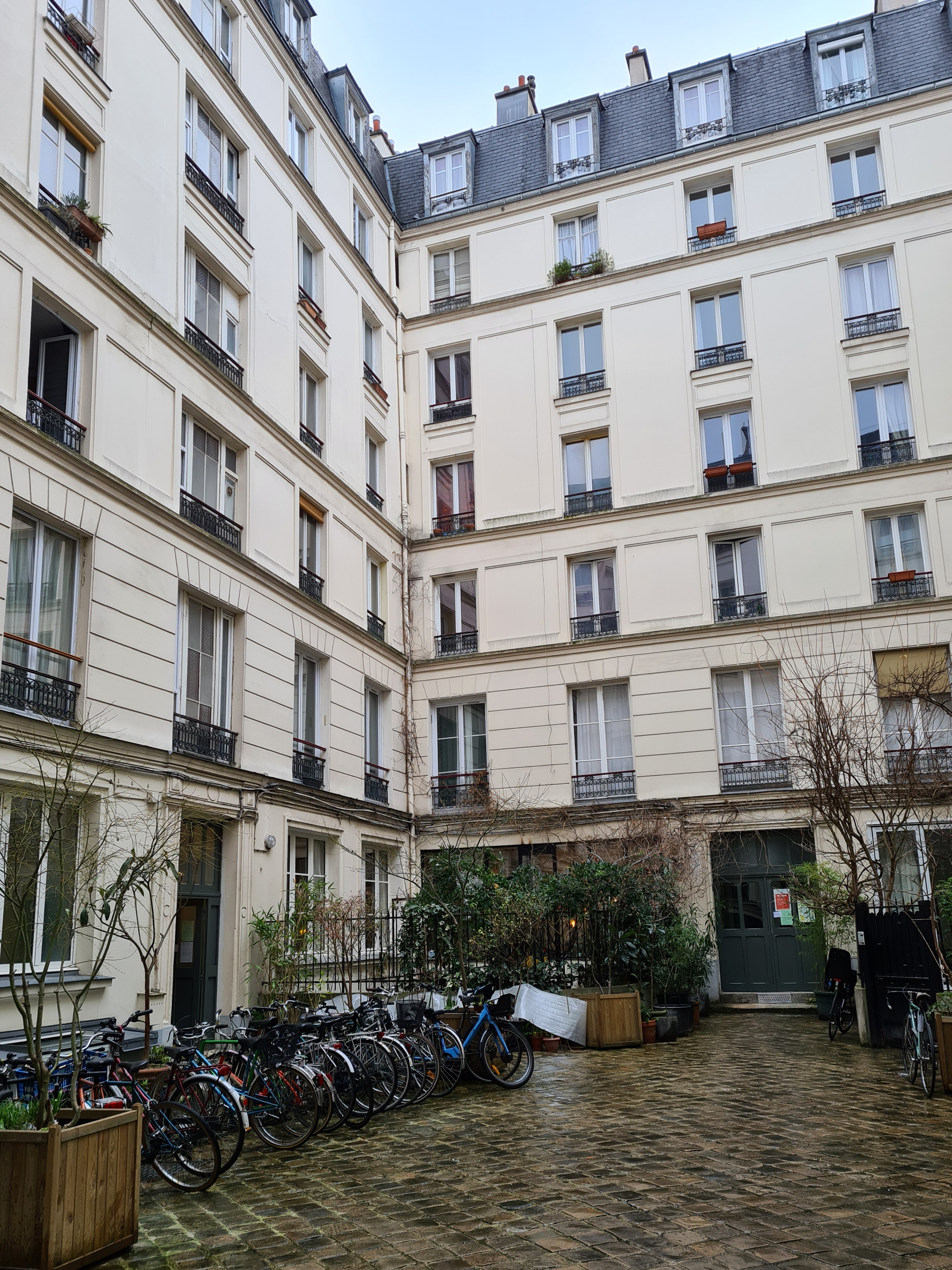
Cour intérieure.
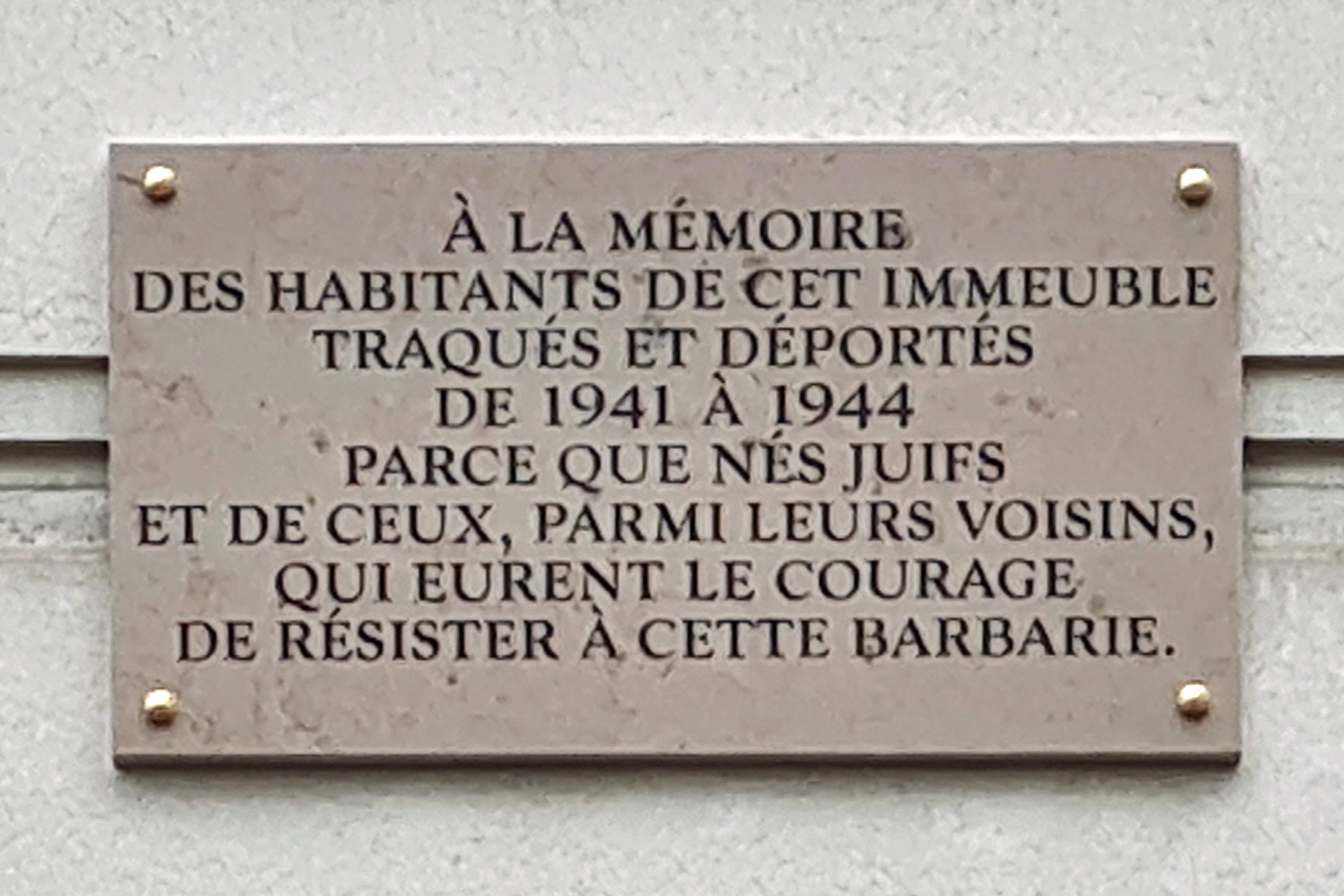
Plaque sur la façade.
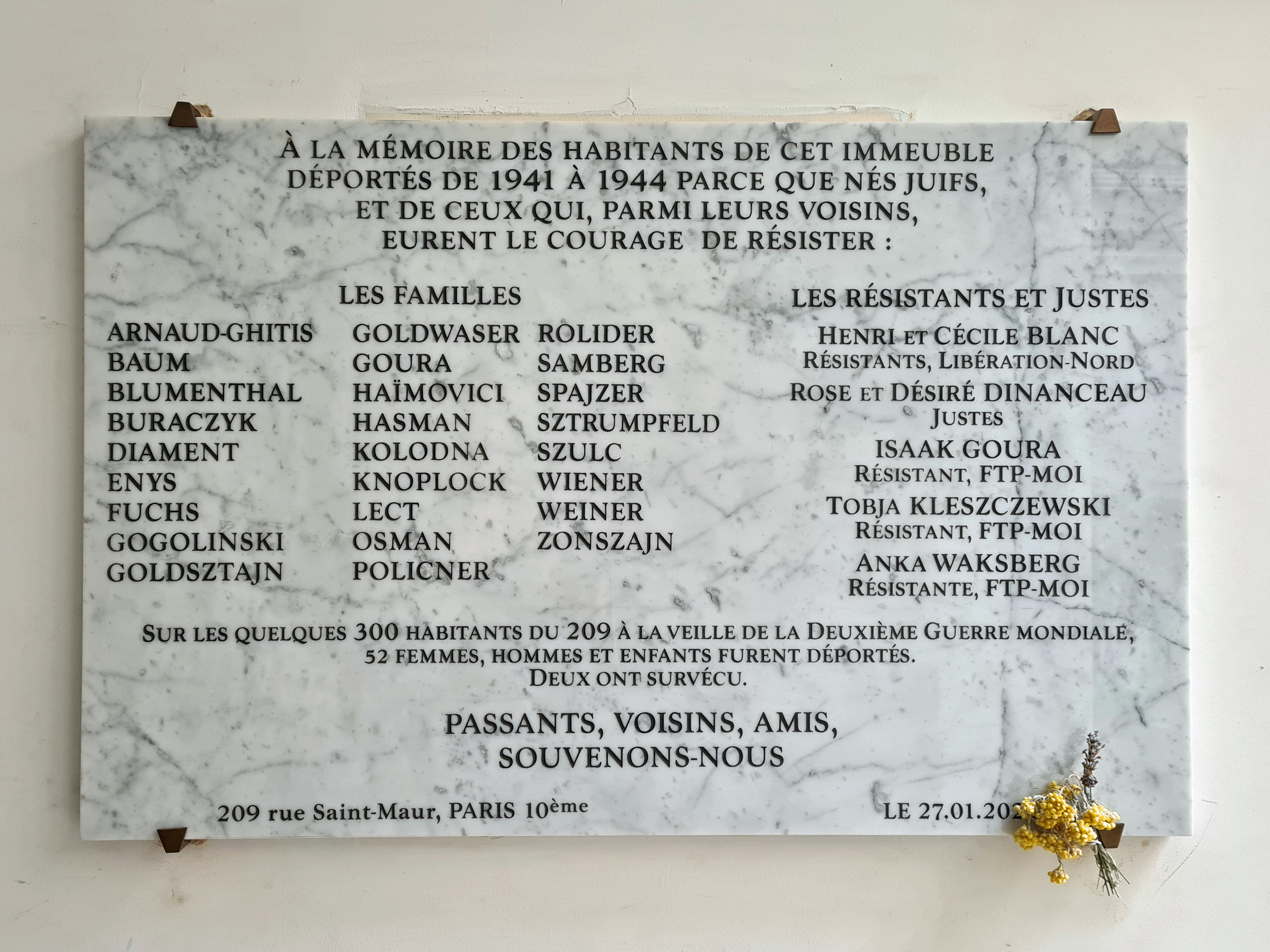
Plaque dans le passage.

### En littérature
Honoré de Balzac fait vivre Honorine, l'héroïne de sa nouvelle éponyme, « rue Saint-Maur, dans un charmant pavillon où elle fabrique des fleurs et des modes ».
L'écrivain Georges Simenon fait vivre son personnage de M. Hire de son roman Les Fiançailles de monsieur Hire au 67, rue Saint-Maur.
L'écrivaine et réalisatrice Ruth Zylberman raconte l'histoire d'un immeuble de cette rue et de ses habitants à travers un documentaire Les Enfants du 209 rue Saint-Maur, Paris Xe (ARTE, 2018) et d'un livre 209 rue Saint-Maur, Paris Xe. Autobiographie d’un immeuble.